# جوناثان بولارد (لاعب كرة قدم أمريكية)
جوناثان بولارد (بالإنجليزية: Jonathan Bullard)‏ هو لاعب كرة قدم أمريكية أمريكي، ولد في 22 أكتوبر 1994 في شيلبي في الولايات المتحدة.

## وصلات خارجية
- جوناثان بولارد على موقع مرجع كرة القدم المحترفة.كوم (الإنجليزية)